# Boteşti (Neamţ)
Boteşti é uma comuna romena localizada no distrito de Neamţ, na região de Moldávia. A comuna possui uma área de  km² e sua população era de 4844 habitantes, segundo o censo de 2007.